# V542 Возничего
V542 Возничего (лат. V542 Aurigae) — двойная затменная переменная звезда типа W Большой Медведицы (EW) в созвездии Возничего на расстоянии (вычисленном из значения параллакса) приблизительно 4606 световых лет (около 1412 парсеков) от Солнца. Видимая звёздная величина звезды — от +16,42m до +16,07m. Орбитальный период — около 0,4224 суток (10,138 часов).

## Характеристики
Первый компонент — жёлто-белая звезда спектрального класса F2-F0. Масса — около 1,14 солнечной. Эффективная температура — около 4986 К.
Второй компонент — жёлто-белая звезда спектрального класса F.